# Nuoto ai XVI Giochi del Mediterraneo - Staffetta 4x100 metri misti maschile

## Record
Prima di questa competizione, il record del mondo (WR) e il record dei Giochi del Mediterraneo (GR) erano i seguenti:
|    | 3'29"34 | Stati Uniti Aaron Peirsol Brendan Hansen Michael Phelps Jason Lezak | 17 agosto 2008 Pechino, Cina   |
| GR | 3'41"12 | Slovenia Blaž Medvešek Emil Tahirovič Jernej Mencinger Peter Mankoč | 28 giugno 2005 Almería, Spagna |

Durante l'evento la squadra spagnola ha migliorato il record dei Giochi in finale:
| Data      | Evento | Atleta                                                                                     | Nazione | Tempo   | Record |
| --------- | ------ | ------------------------------------------------------------------------------------------ | ------- | ------- | ------ |
| 1º luglio | Finale | Aschwin Wildeboer Faber Melquíades Álvarez Caraballo Alex Villaecija Garcia Jose A. Alonso | Spagna  | 3'34"22 | GR     |

## Batterie
Mercoledì 1º luglio 2009, alle ore 11:05 CEST, si sono svolte due batterie di qualificazione.
| Posizione | Batteria | Corsia | Atleti                                                                                    | Paese    | Tempo   | Note |
| --------- | -------- | ------ | ----------------------------------------------------------------------------------------- | -------- | ------- | ---- |
| 1         | 1        | 6      | Rufino Regueira Suarez Melquíades Álvarez Caraballo Alex Villaecija Garcia Jose A. Alonso | Spagna   | 3'45"68 | Q    |
| 2         | 1        | 4      | Ivan Tolic Luka Skugor Dominik Straga Mario Todorovic                                     | Croazia  | 3'47"80 | Q    |
| 3         | 2        | 3      | Enrico Catalano Fabio Scozzoli Rudy Goldin Andrea Rolla                                   | Italia   | 3'50"55 | Q    |
| 4         | 1        | 5      | Dimitrios Chasiotis Savvas Kougioumtzoglou Stefanos Dimitriadis Ioannis Kalargaris        | Grecia   | 4'01"26 | Q    |
| 5         | 2        | 2      | Guven Duvan Muzaffer Demirtas Onur Uras Kaan Tayla                                        | Turchia  | 4'02"65 | Q    |
| 6         | 2        | 6      | Robert Zbogar Matjaz Markic Peter Mankoč Emil Tahirovič                                   | Slovenia | 4'15"71 | Q    |
| 7         | 2        | 5      | Giannis Zinonos Georgios Lagos Alexandre Bakhtiarov Marios Panayi                         | Cipro    | 4'18"51 | Q    |
| 8         | 2        | 4      | Sidni Hoxha Eros Qama Endi Babi Florenc Llanaj                                            | Albania  | 4'18"69 | Q    |
| 9         | 1        | 3      | Nadim Barakat Makram Fatoul Georges Fatoul Mahmoud Daaboul                                | Libano   | 4'27"83 |      |

## Finale
La finale, che si svolge mercoledì 1º luglio alle ore 19:24, viene vinta dalla squadra spagnola che stabilisce il nuovo record dei Giochi con il tempo di 3'34"22.
| Posizione | Corsia | Atleti                                                                                     | Paese    | Tempo   | Note |
| --------- | ------ | ------------------------------------------------------------------------------------------ | -------- | ------- | ---- |
|           | 4      | Aschwin Wildeboer Faber Melquíades Álvarez Caraballo Alex Villaecija Garcia Jose A. Alonso | Spagna   | 3'34"22 |      |
|           | 6      | Aristeidis Grigoriadis Romanos-Iasonas Alyfantis Stefanos Dimitriadis Ioannis Kalargaris   | Grecia   | 3'34"71 |      |
|           | 3      | Enrico Catalano Fabio Scozzoli Rudy Goldin Andrea Rolla                                    | Italia   | 3'35"55 |      |
| 4         | 7      | Robert Zbogar Matjaz Markic Peter Mankoč Emil Tahirovič                                    | Slovenia | 3'41"25 |      |
| 5         | 5      | Ante Cvitkovic Vanja Rogulj Dominik Straga Mario Todorovic                                 | Croazia  | 3'41"78 |      |
| 6         | 2      | Guven Duvan Omer Aslanoglu Onur Uras Kaan Tayla                                            | Turchia  | 3'51"40 |      |
| 7         | 1      | Giannis Zinonos Georgios Lagos Alexandre Bakhtiarov Marios Panayi                          | Cipro    | 4'05"09 |      |
| 8         | 8      | Sidni Hoxha Eros Qama Endi Babi Florenc Llanaj                                             | Albania  | 4'10"09 |      |